# Первенство России по мини-футболу 2022/2023
32-е первенство России по мини-футболу (Пари — Высшая лига) начался 3 сентября 2022 года и закончилась 13 мая 2023 года. Титул чемпиона защитил московский клуб КПРФ-2.

## Участники
В этом сезоне турнир пройдёт в 2 этапа:
- I этап - Регулярный чемпионат (участники будут разделены на 2 конференции: «Восток» и «Запад». В конференции «Запад» команды сыграют по 2 игры: на своём и чужом поле, а в группе «Восток» команды поделены на подгруппы (Север, Юг, Запад, Центр, Восток), каждые команды подгрупп сыграют матчи в два круга «на своём и чужом поле»).
- II этап - Из каждой конференции в плей-офф выходят по лучших 8 команд.

По сравнению с прошлым сезоном будет меньше участников
Ушли из Высшей Лиги:
- Сибиряк (Новосибирск) - перешёл в Суперлигу.
- Спартак-Донецк (Ростовская область)  - по финансовым причинам клуб прекратил своё существование
- Спартак Москва (Москва) - по финансовым причинам клуб прекратил своё существование
- Голден Игл (Ставрополь) - по финансовым причинам клуб прекратил своё существование
- ЗИК (Екатеринбург)

Пришли в Высшую Лигу:
- Норильский никель-Д (Норильск)
- МФК «Кузбасс» (Кемерово) - последний сезон - 2020/2021 (как «Корпорация АСИ»)
- Футбол-Хоккей НН (Городец) - последний сезон в Высшей лиге - 2013/2014

### Запад
| Клуб             | Город                 | Площадка                               |
| ---------------- | --------------------- | -------------------------------------- |
| ЛКС              | Липецк                | СК «Атлант» (Липецк)                   |
| КПРФ-2           | Москва                | СК «Старт»                             |
| Газпром-Югра-Д   | Югорск                | ДС «Юблейный» ДС «Триумф» (Люберцы)    |
| Волга-Саратов    | Саратов               | ФОК «Юбилейный»                        |
| МФК «Ростов»     | Ростов-на-Дону        | КСК «Экспресс»                         |
| МФК «Норман»     | Нижегородская область | ФОК «Мещерский»                        |
| Заря             | Якутск                | ДС «50 лет Победы» ДС «Квант» (Троицк) |
| Футбол-Хоккей НН | Городец               | ФОК «Красная горка» (Бор)              |
| Поморье          | Архангельск           | ЦРС «Норд Арена»                       |
| Факел-ГТС        | Сургут                | СОК «Энергетик»                        |

## Награды
По итогам сезона награждены:
- Бомбардир —  Александр Коробейников (КПРФ-2, Москва), 46 мячей
- Лучший игрок —  Александр Коробейников (КПРФ-2, Москва)
- Лучший вратарь —  Сергей Рябинин («Факел», Сургут)
- Лучший защитник —  Евгений Казаков («Факел», Сургут)
- Лучший нападающий —  Фидан Низамутдинов (ЛКС, Липецкая область)